# Kanton Annonay-Nord
Annonay-Nord is een voormalig kanton van het Franse departement Ardèche. Het kanton maakte deel uit van het arrondissement Tournon-sur-Rhône. Het werd opgeheven bij decreet van 13 februari 2014, met uitwerking op 22 maart 2015. Alle gemeenten werden opgenomen in het nieuwe kanton Annonay-2.

## Gemeenten
Het kanton Annonay-Nord omvatte de volgende gemeenten:
- Annonay (deels, hoofdplaats)
- Boulieu-lès-Annonay
- Davézieux
- Saint-Clair
- Saint-Cyr
- Saint-Marcel-lès-Annonay